# Velika Strmica
Velika Strmica je naselje u slovenskoj Općini Mokronog - Trebelnu. Velika Strmica se nalazi u pokrajini Dolenjskoj i statističkoj regiji Donjoposavskoj regiji. 

## Stanovništvo
Prema popisu stanovništva iz 2002. godine naselje je imalo 46 stanovnika.